# Якоби, Теодор
Вильгельм Александр Теодор Якоби (нем. Wilhelm Alexander Theodor Jacobi; 31 января 1816, Ныса — 23 февраля 1848, Вроцлав) — немецкий филолог-германист и преподаватель.

## Жизнь
Сын умершего в 1833 году полковника Пауль Фридрих Якоби учился в гимназии в Нысе и поступил в 1834 г. в университет Бреслау, где он учился сначала на юридическом, а потом на философском факультете. В 1837 году он отправился для обучения в Берлин и вернулся в 1839 обратно в Бреслау. Там он защитил в 1839 диссертацию «De Ottocari chronico austriaco» доктора. Он остался в университете и был хабилитован там через некоторое время.
С 1840 г. Якоби на должности приват-доцента преподавал в университете Бреслау. Он провел множество лекций и был назначен в конце 1843 доцентом. Серьёзно занимаясь научной работой, Якоби скончался в должности. Среди прочего он соединил в своей деятельности лингвистические и старогерманские исследования с изучением новой и новейшей немецкой литературы и стал примером для подражания другим редакторам этого поля.

## Избранные работы
- De Ottocari chronico austriaco, Verlag Hirt, Breslau 1839
- Codex epistolaris Johannis regis Bohemiae, Trautwein, Berlin 1841
- Beiträge zur deutschen Grammatik, Berlin 1843
- Untersuchungen über die Bildung der Nomina in den germanischen Sprachen, 1. Heft, Breslau 1847